# Peine
Peine (in tedesco ) è una città tedesca, di circa 50 000 abitanti, della Bassa Sassonia, capoluogo del circondario (Landkreis) omonimo.
Peine si fregia del titolo di "Comune indipendente" (Selbständige Gemeinde).

## Storia
La fondazione di Peine risale all'anno 1130.
Un atto del 1130 menziona Berthold von Pagin, ministeriale di Lotario III, imperatore del Sacro Romano Impero, che diede il suo nome alla città sotto forma di Peine. Il castello di Peine, oggi non più esistente, risale a quest'epoca o prima.
La Cronaca di Hildesheim del 1201 descrive una faida tra il vescovo Hartbert von Hildesheim e i fratelli Ekbert e Gunzelin di Wolfenbüttel. Il conte Gunzelin di Wolfenbüttel era il comandante in capo dell'esercito tedesco e siniscalco al seguito di Ottone IV, imperatore del Sacro Romano Impero. Gunzelin prevalse e ottenne il controllo di castello Peine e dell'area circostante. A sud del castello, Gunzelin fondò la città di Peine nel 1218 o 1220. Nel 1223 l'insediamento ottenne i privilegi di città. Lo stemma di Gunzelin è da allora il simbolo della città.
Nel 1256, Peine fu conquistata dal duca Albrecht di Braunschweig-Lüneburg e, dopo la morte di Gunzelin nel 1260, i suoi figli persero il feudo di Peine a favore del vescovo di Hildesheim.
Sempre nel 1260, Peine ottenne il diritto di battere moneta e fu, con qualche interruzione, una zecca del vescovado di Hildesheim fino al 1428. 
Nel 1954 e nel 1956, sotto le vie Stederdorfer Straße e Horstweg sono stati rinvenuti due dei più grandi tesori medievali tedeschi in argento (95 pezzi di lingotti rotondi, del peso di 7,5 kg, risalenti al XIV secolo).

## Geografia fisica

### Posizione
Peine si trova lungo il fiume Fuhse, fra lo Harz ed il Lüneburger Heide, a circa 40 km a ovest da Hannover e 25 km a est da Braunschweig. 
Altre medio-grandi cittadine non distanti sono Hildesheim, Salzgitter, Wolfsburg e Celle. 

### Suddivisione
Oltre al capoluogo Peine (con circa 25 000 abitanti), il territorio comunale comprende le frazioni di Berkum, Dungelbeck, Duttenstedt, Eixe, Essinghausen, Handorf, Landwehr, Röhrse, Rosenthal, Schmedenstedt, Schwicheldt, Stederdorf, Vöhrum, Wendesse e Woltorf.

## Cultura

### Galleria d'immagini

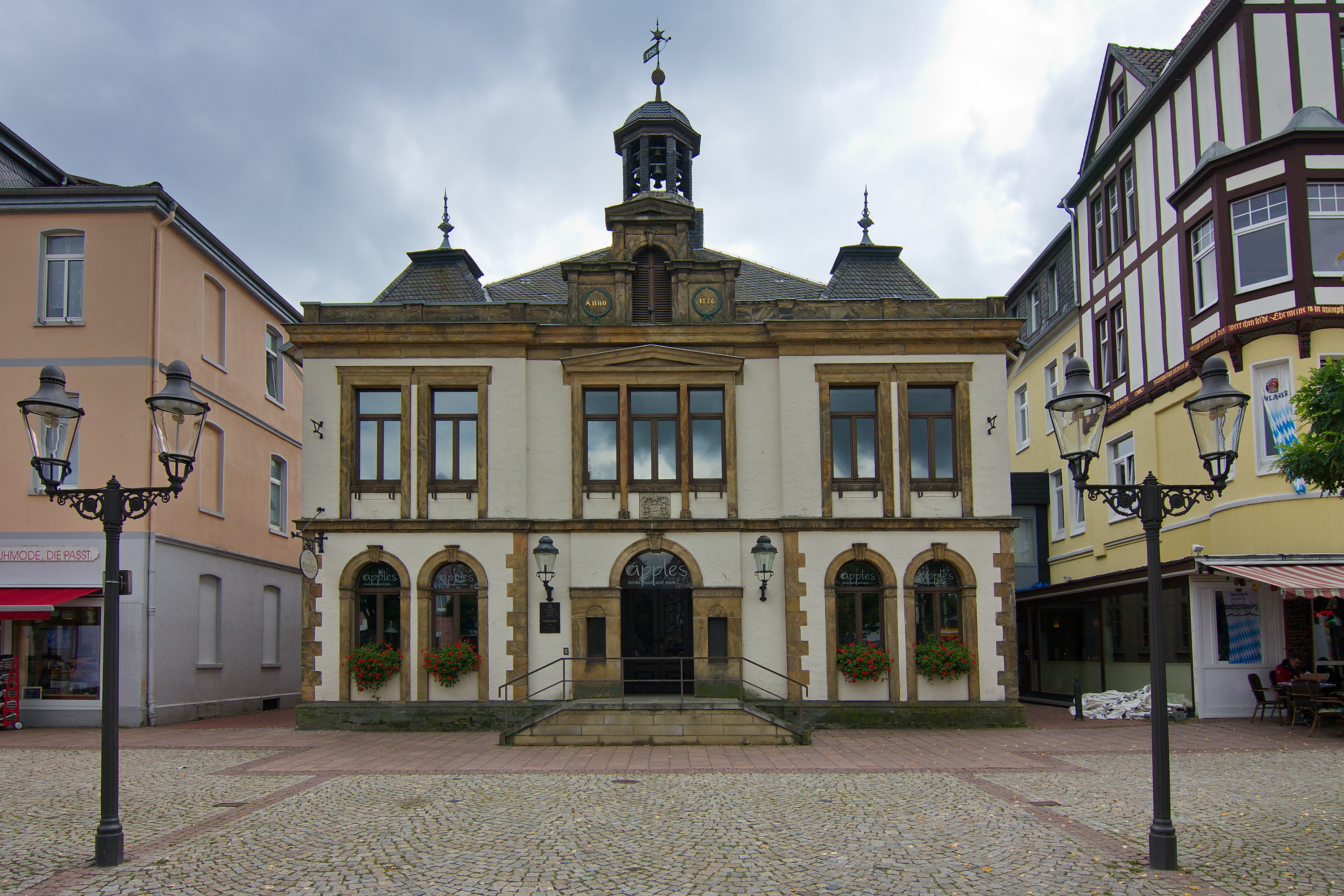
Vecchio municipio
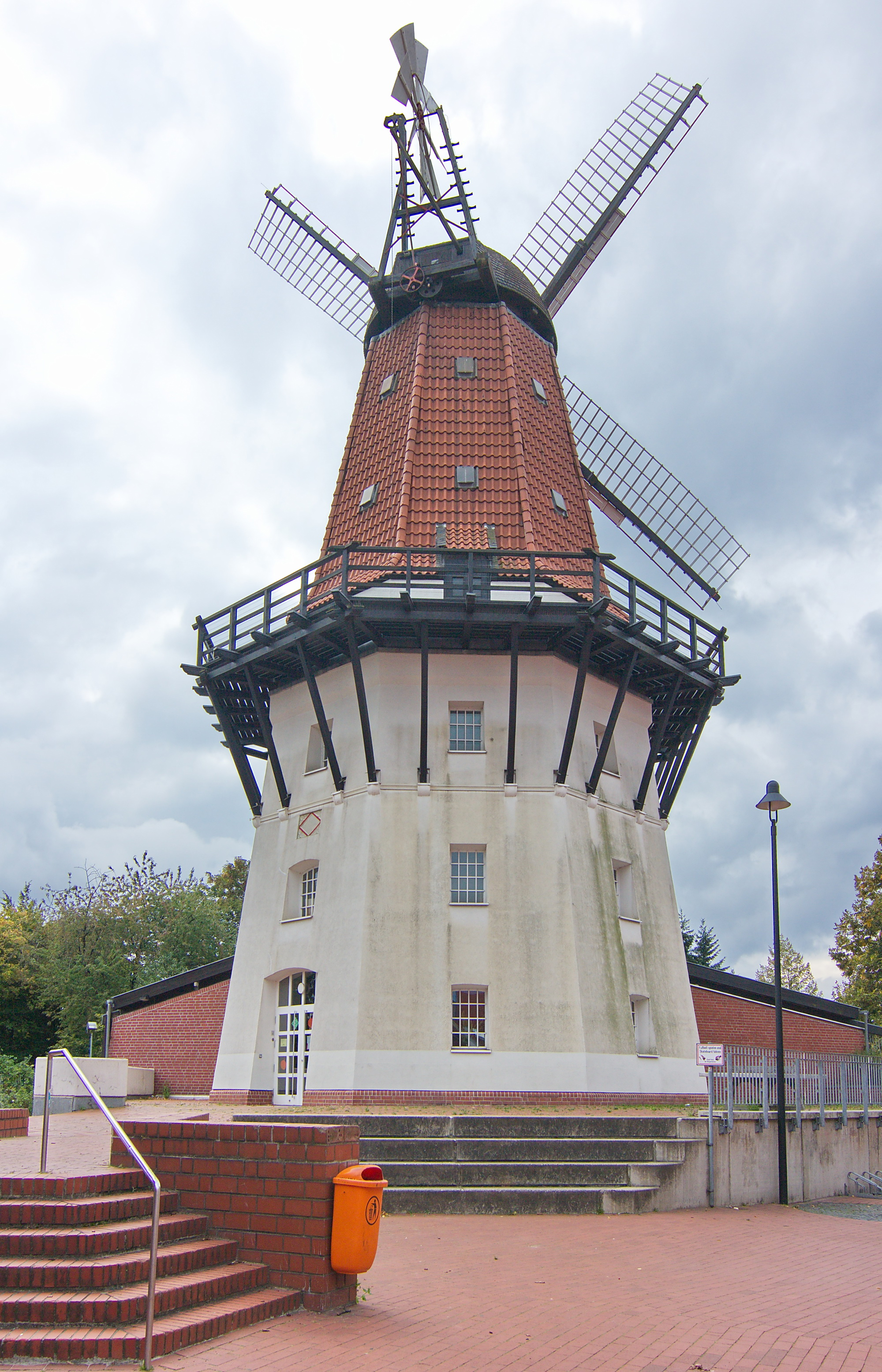
Mulino Töpfers
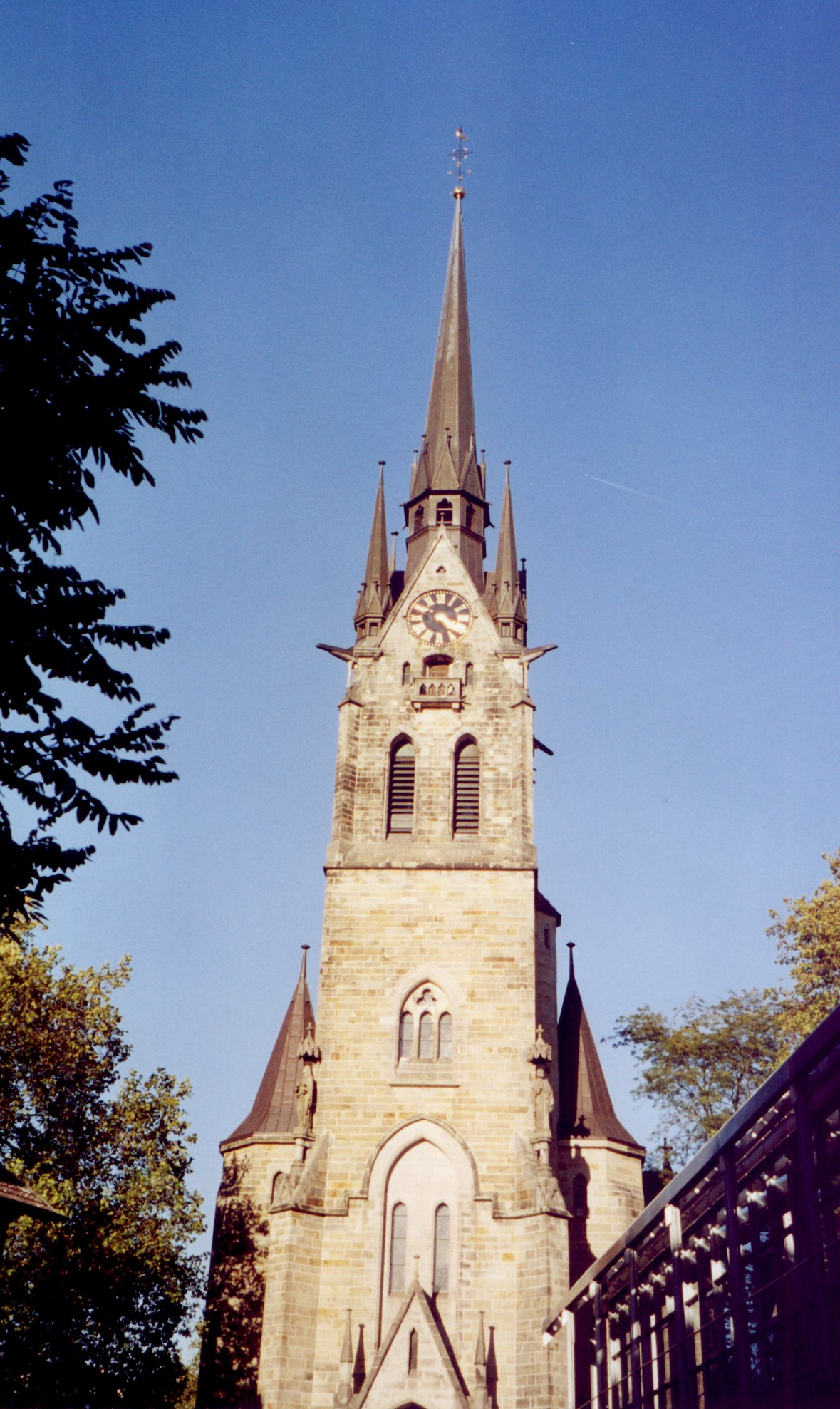
Chiesa di St.Jakob
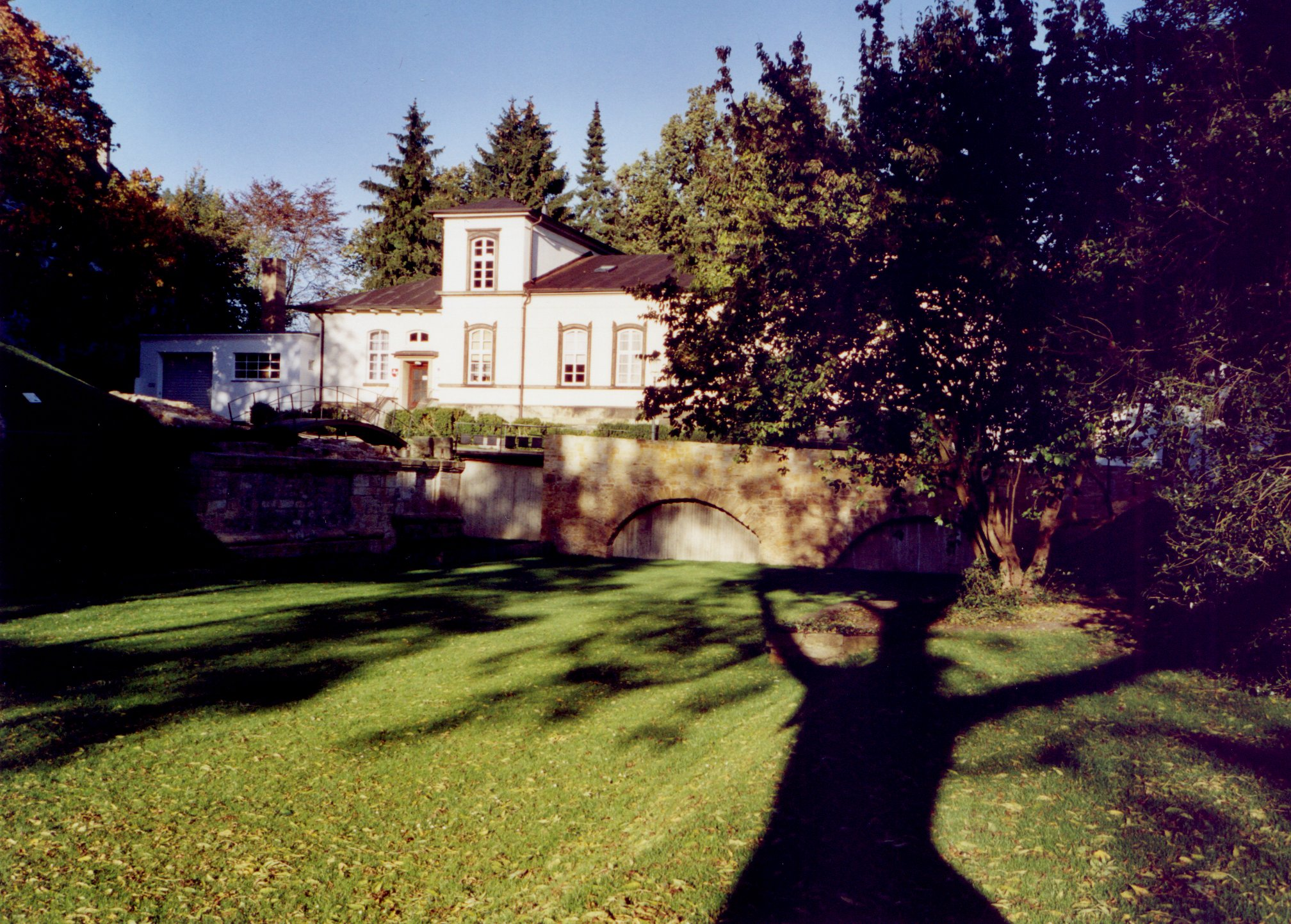
Burgpark

## Società

### Evoluzione demografica
| Data      | Abitanti |
| --------- | -------- |
| 3-12-1852 | 3 823    |
| 3-12-1864 | 4 285    |
| 1-12-1890 | 10 115   |
| 2-12-1895 | 12 600   |
| 1-12-1900 | 15 421   |
| 1-12-1905 | 16 500   |
| 1-12-1910 | 16 667   |

| Data      | Abitanti |
| --------- | -------- |
| 1-12-1916 | 14 110   |
| 5-12-1917 | 14 902   |
| 8-10-1919 | 16 014   |
| 16-6-1925 | 17 111   |
| 16-6-1933 | 17 763   |
| 17-5-1939 | 18 292   |

| Data       | Abitanti |
| ---------- | -------- |
| 29-10-1946 | 23 644   |
| 13-9-1950  | 27 404   |
| 6-6-1961   | 29 879   |
| 27-5-1970  | 31 226   |
| 31-12-1975 | 49 450   |
| 31-12-1980 | 47 591   |

| Data       | Abitanti |
| ---------- | -------- |
| 25-5-1987  | 45 780   |
| 31-12-1990 | 46 653   |
| 31-12-1995 | 49 024   |
| 31-12-2000 | 49 494   |
| 31-12-2005 | 49 884   |
| 31-10-1996 | 50 455   |

## Amministrazione

### Gemellaggi
- Heywood
- Aschersleben
- Tripoli